# Mateo Rodríguez
Mateo Fabiano Rodríguez Dávila (Lima, Perú, 4 de agosto de 2006) es un futbolista peruano que juega como delantero en el Sporting Cristal de la Liga 1 de Perú.

## Carrera
El 18 de julio de 2025, Mateo firmó su primer contrato profesional con el Club Sporting Cristal y fue promovido al primer equipo, dos días más tarde, el 20 de julio, debuta profesionalmente en la victoria por 3-0 frente al Alianza Universidad entrando desde el banquillo al minuto 76'.

## Selección internacional
Mateo ha representado a la selección peruana en las categorías sub-17 y sub-20.

## Vida personal
Es hijo del futbolista internacional peruano Alberto Rodríguez.